# Craterul Ames
Ames este un crater de impact meteoritic în Oklahoma, Statele Unite ale Americii.

## Date generale
Are 16 km în diametru și are vârsta estimată la 470 ± 30 milioane ani (Ordovician). Craterul nu este expus la suprafață.